# Bronze
|  | Per a altres significats, vegeu «Bronze (desambiguació)». |

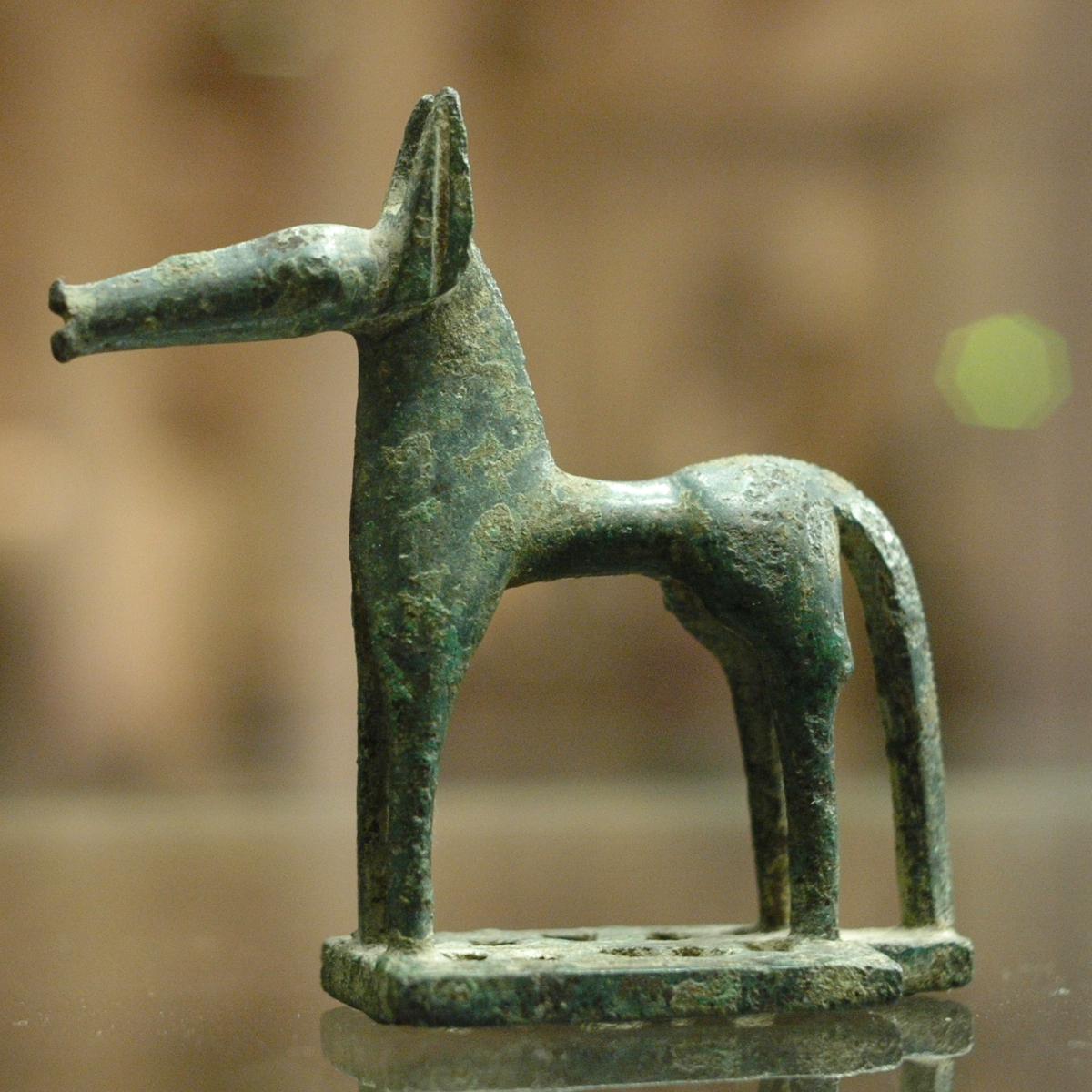
Cavall grec de bronze

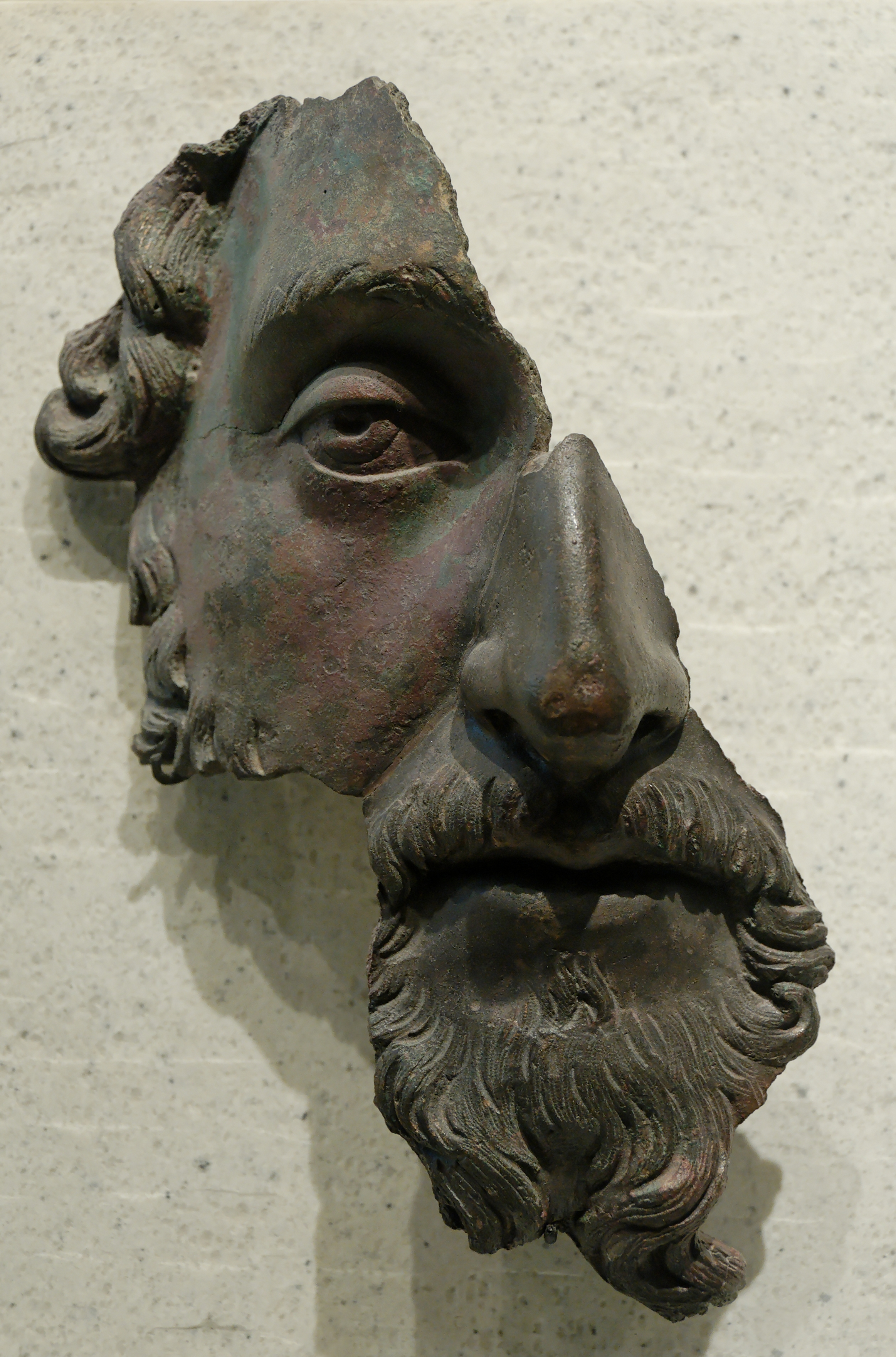
Fragment d'un retrat de bronze de Marc Aureli

El bronze és qualsevol dels diferents aliatges compostos, sobretot per coure i estany. Ni els bronzes moderns ni els antics contenen només aquests dos metalls. El bronze és més resistent i dur que qualsevol altre aliatge comú, excepte l'acer, al qual supera en resistència a la corrosió i facilitat de lubricació. Per aquest motiu, va suposar un important avenç tecnològic que donà nom a l'edat del bronze.
El bronze es coneix des de l'antiguitat. Els grecs i els romans van afegir zinc, plom i argent als aliatges de bronze per utilitzar-los en eines, armes, monedes i objectes d'art.
El zinc, el plom i altres metalls es troben ocasionalment en el bronze que actualment es fabrica. Les propietats del bronze varien segons els seus components. Així, quan conté almenys un 10% d'estany, l'aliatge és dur i té un punt de fusió baix. Els noms de les varietats del bronze provenen dels components addicionals, com per exemple, el bronze d'alumini, el bronze de manganès, i el bronze de fòsfor. El bronze modern s'utilitza en la foneria artística i en la fabricació d'instruments musicals.
Cal destacar-ne, entre les aplicacions actuals, el seu ús en parts mecàniques resistents al frec i a la corrosió, en instruments musicals de bona qualitat com ara campanes, gongs, platerets, saxòfons, i en la fabricació de cordes de pianos, arpes i guitarres.

## Etimologia

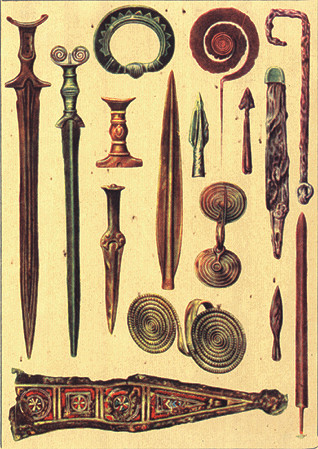
Armes de l'edat del bronze

El terme «bronze» deriva probablement del persa berenj ('llautó'). Altres versions el relacionen amb el llatí aes brundisium (mineral de Bríndisi), per l'antic port de Brindisium. Es creu que l'aliatge era enviat per mar a aquest port, i des d'allí es distribuïa a tot l'Imperi Romà.

## Història

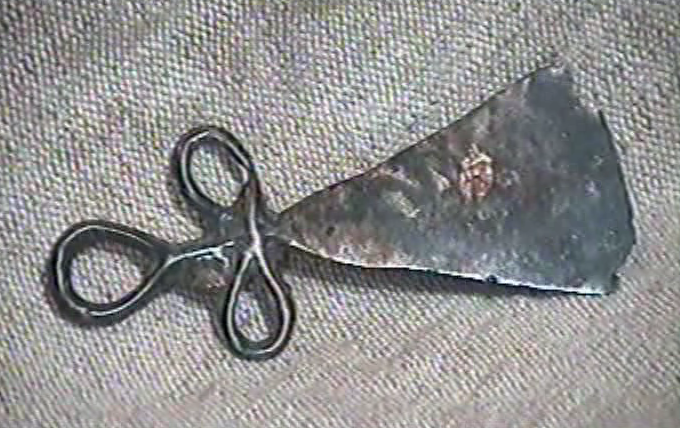
Penjoll-ganivet de l'edat del bronze, provinent d'Ucraïna

La introducció del bronze va resultar significativa en qualsevol de les civilitzacions que el van trobar, de manera que es pot afirmar que és l'aliatge més innovador en la història tecnològica de la humanitat. Eines, armes, i diversos materials de construcció, com mosaics i plaques decoratives, van aconseguir major duresa i durabilitat que els seus predecessors fets de pedra o coure calcopirític.
La tècnica per a la seva obtenció consistia a barrejar el mineral de coure (en general, calcopirita o malaquita) amb el d'estany (cassiterita), en un forn alimentat amb carbó vegetal. El carboni del carbó vegetal reduïa els minerals a coure i estany, que es fonien i aliaven amb del 5 al 10% en pes d'estany. El coneixement metal·lúrgic de la fabricació de bronze va donar origen, en les diferents civilitzacions, a l'anomenada edat del bronze.
Inicialment, les impureses naturals de l'arsènic permetien obtenir un aliatge natural superior, denominat bronze arsenical. Aquest aliatge, amb no menys del 2% d'arsènic, s'utilitzava durant l'edat del bronze per a la fabricació d'armes i eines. Cal tenir en compte que l'altre component, l'estany, no era freqüent en moltes regions i havia de ser importat de paratges llunyans.

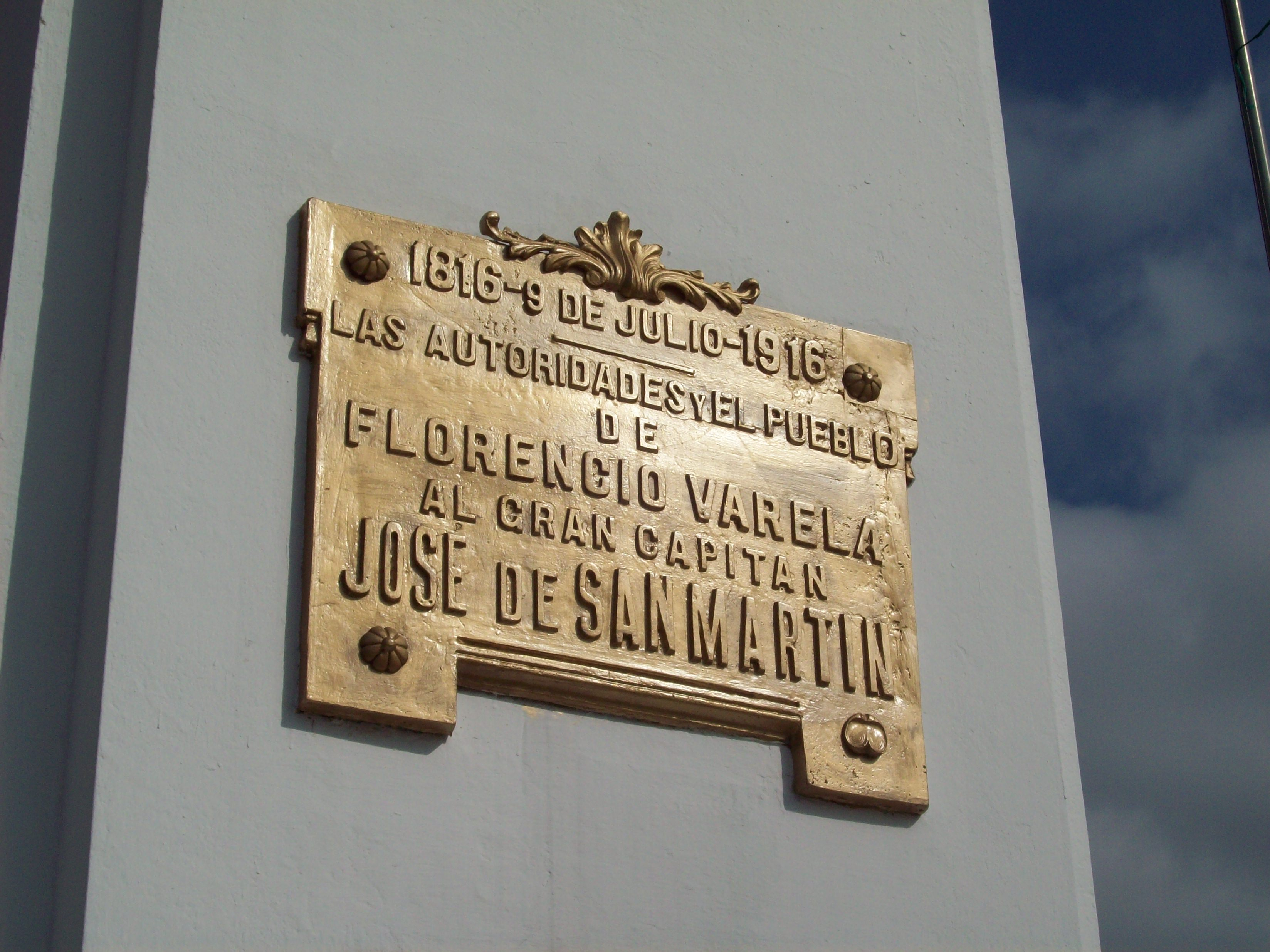
Placa de bronze polida

La presència d'arsènic fa que aquest aliatge sigui altament tòxic, ja que produeix (entre altres efectes patològics) atròfia muscular i pèrdua de reflexos.

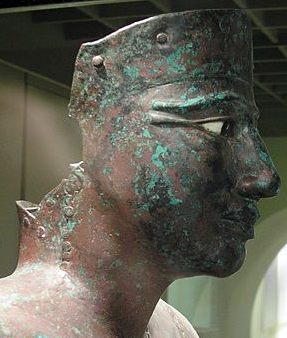
Estàtua en coure del faraó Pepi I. Segle XXIII aC

Els aliatges basats en l'estany més antics que es coneixen daten del quart mil·lenni aC i es van trobar a Susa (actual Iran) i en altres jaciments arqueològics de Luristan i Mesopotàmia.
Encara que el coure i l'estany poden aliar-se amb facilitat, rarament se'n troben mines mixtes, si bé n'hi ha algunes poques excepcions en antics jaciments a l'Iran i Tailàndia. La fosa regular del bronze va involucrar, des de sempre, el comerç de l'estany. De fet, alguns arqueòlegs sospiten que un dels disparadors de l'edat del ferro, amb el subseqüent i progressiu reemplaçament del bronze en les aplicacions més importants, es va deure a alguna interrupció seriosa en el comerç dels seus minerals al voltant del 1200 aC, en coincidència amb les grans migracions del Mediterrani. La principal font d'estany a Europa fou la Gran Bretanya, que conté dipòsits d'importància a Cornualla. Se sap que els fenicis van arribar fins a les seves costes amb mercaderies del Mediterrani per intercanviar-les per estany.
A l'antic Egipte, la majoria dels materials metàl·lics que s'hi elaboraven consistien en aliatges de coure amb arsènic (coure arsenical), estany, or i argent. En tombes de l'Imperi Nou, o al temple de Karnak, es troben baixos relleus que mostren una foneria datada en el segle xv aC.
En el cas de la Grècia clàssica, coneguda per la seva tradició escultòrica en marbre, se sap que es van desenvolupar igualment tècniques de fosa de bronze avançades, com ho demostren els bronzes de Riace, originats en el segle v aC.

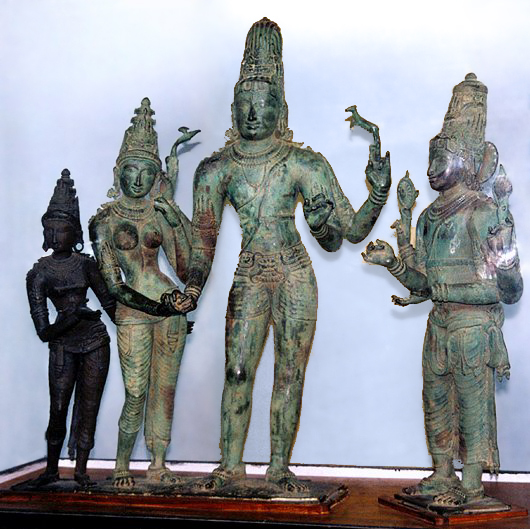
Bronzes de la dinastia Chola, Índia, aprox.

A l'Índia, la plenitud artística de la dinastia Chola va produir escultures notables entre els segles x i xi de la nostra era, que representaven les diferents formes del déu Xiva i altres deïtats.
Les civilitzacions de l'Amèrica precolombina coneixien totes l'ús dels aliatges de bronze, encara que molts utensilis i eines continuaven fabricant-se en pedra. S'han trobat objectes fabricats amb aliatges binaris de coure-argent, coure-estany, coure al plom, i fins i tot aliatges poc usuals de llautó. Ja en l'època colonial, les foneries més importants es trobaven al Perú i a Cuba, dedicades principalment a la fabricació de campanes i canons.
El bronze va seguir en ús perquè l'acer de qualitat no va estar àmpliament disponible fins molts segles després. Amb les millores de les tècniques de fosa a inicis de l'edat mitjana a Europa, es va obtenir acer més barat i resistent, la qual cosa va anar eclipsant el bronze en moltes aplicacions.

## Propietats
Exceptuant l'acer, els aliatges de bronze són superiors als de ferro en gairebé totes les aplicacions. Per la seva elevada calor específica, la major de tots els sòlids, s'empren en aplicacions de transferència de calor.

### Comparació entre bronzes i acers
Encara que desenvolupen la pàtina, els aliatges de bronze no s'oxiden sota la superfície, són més fràgils i tenen menor punt de fusió. Són aproximadament un 10% més pesats que l'acer, a excepció dels compostos amb alumini o sílice. També són menys rígids i, per tant, en aplicacions elàstiques com ressorts, acumulen menys energia que les peces similars d'acer. Resisteixen la corrosió, fins i tot la d'origen marí; el llindar de fatiga metàl·lica n'és menor, i són millors conductors de la calor i l'electricitat.
Una altra característica diferencial dels aliatges de bronze respecte a l'acer és l'absència d'espurnes quan xoquen contra superfícies dures. Aquesta propietat ha estat aprofitada per a fabricar martells, maces, claus ajustables i altres eines per a ús en atmosferes explosives o en presència de gasos inflamables.

### Versatilitat
El coure i els seus aliatges tenen una àmplia varietat d'usos, com a resultat de la versatilitat de les seves propietats mecàniques, físiques i químiques. S'ha de tenir en compte, per exemple, la conductivitat elèctrica del coure pur, l'excel·lent mal·leabilitat dels cartutxos de munició fabricats amb llautó, la baixa fricció d'aliatges coure-plom, les sonoritats del bronze per a campanes i la resistència a la corrosió de la majoria dels seus aliatges.

## Principals aliatges

### Tipus bàsics

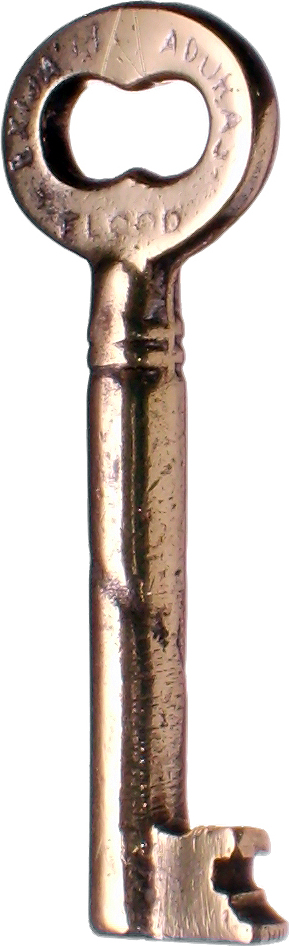
Clau de bronze

L'aliatge bàsic de bronze conté aproximadament el 88% de coure i el 12% d'estany. El bronze alfa és la barreja sòlida d'estany i coure. L'aliatge alfa de bronze amb 4 a 5% d'estany s'utilitza per a encunyar monedes i per a fabricar ressorts, turbines, i eines de tall.
En molts països, es denomina incorrectament bronze comercial el llautó, que conté el 90% de coure i el 10% de zinc, però no pas estany. És més dur que el coure i té una ductilitat similar. S'utilitza en caragols i filferros.

### Bronze arsenical
L'aliatge de coure amb arsènic és el primer bronze utilitzat per la humanitat. És un aliatge blanquinós, molt dur i fràgil. Es fabrica amb una proporció d'un 70% de coure i un 30% d'arsènic.
La simple exposició a l'aire del bronze arsenical produeix una pàtina fosca. Aquesta circumstància, i l'alta toxicitat de l'arsènic, el van convertir en un aliatge molt poc utilitzat, especialment a partir del descobriment de l'alpaca, argent alemany o bronze blanc, coneguda des de temps antics a la Xina i fabricada a Alemanya des de finals del segle xviii.

### Bronze sol
El denominat bronze sol (en alemany, Sonnenbronze) és un aliatge utilitzat en joieria, que és tenaç, dúctil i molt dur; fon a temperatures properes a les del coure (1.357 °C) i està compost de fins al 60% de cobalt.

### Cuproalumini
El cuproalumini és un tipus de bronze de color semblant al de l'or, en el qual l'alumini és el metall d'aliatge principal que s'agrega al coure. Una varietat de bronzes d'alumini, de composicions diferents, ha trobat ús industrial.

### Bronze per a armes de foc

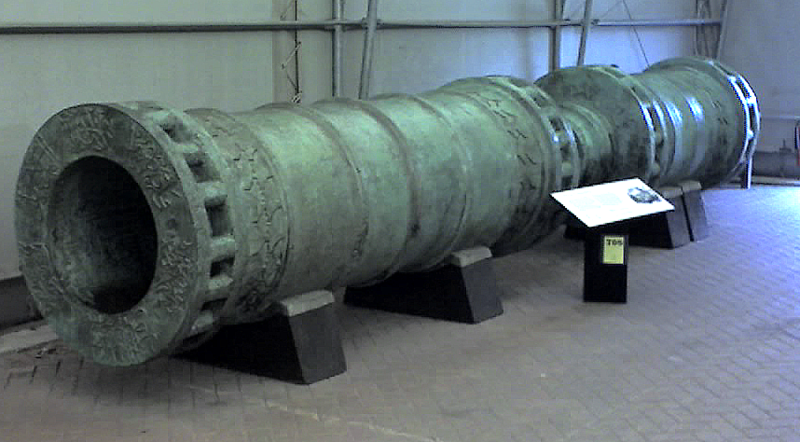
Canó pesat dels Dardanels, utilitzat pels turcs en el setge de Constantinoble (1453)

A partir del descobriment de la pólvora, es va utilitzar un bronze per a canons, compost pel 90 al 91% de coure i el 9 al 10% d'estany, proporció que es denomina comunament bronze ordinari. Aquestes armes eren conegudes a la Xina en èpoques tan primerenques com el segle XI aC. A Europa, es van utilitzar a partir del segle xiii tant per a canons com en falconets.
Al voltant del segle xv, l'artilleria de l'Imperi Otomà disposava de grans bombardes de bronze. Construïdes en dues peces, amb una llargada total de 5,20 m i 16,8 tones de pes, llançaven bales de 300 kg a una distància de fins a 1.600 metres. D'operació difícil, amb una capacitat de tir de no més de 15 trets diaris, van ser utilitzades en el setge de Constantinoble, el 1453.

### Bronze per a campanes

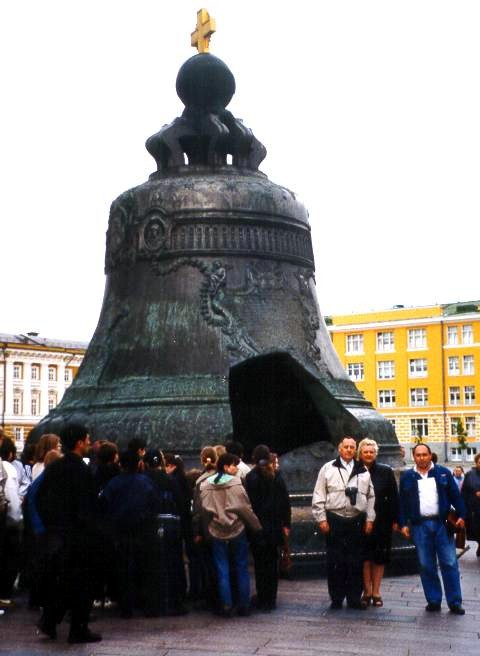
El Tsar Kolokol (rus: "tsar de les campanes", és la major campana de bronze que es conserva. Fosa el 1733, mai es va utilitzar i s'exhibeix al Kremlin de Moscou.

La fosa per a campanes és generalment fràgil: les peces noves presenten una coloració que varia del cendra fosc al blanc grisenc, amb tons de vermell groguenc, o fins i tot vermell blavós en els aliatges amb major contingut de coure.
La proporció més gran de coure produeix tons més greus i profunds a igualtat de massa, mentre que l'agregat d'estany, ferro o zinc produeix tons més aguts. Per a obtenir una estructura més cristal·lina i produir variants en la sonoritat, els fonedors hi han utilitzat també altres metalls com antimoni o bismut, si bé en petites quantitats.
L'aliatge amb major sonoritat per a fabricar campanes és el metall de campana, que consta d'un 78% de coure i un 22% d'estany. És relativament fàcil de fondre; té una estructura granulosa compacta amb fractura vitriconcoïdal de color vermellós. Aquest tipus de bronze era conegut des de l'antiga Índia per a fabricar gongs. Encara que poc freqüent pel seu cost, l'afegiment d'argent és una de les poques coses que en millora encara més la sonoritat.
A la Xina, es coneixia un aliatge amb un 80% de coure i un 20% d'estany per a fabricar campanes, grans gongs i timbals.
A Anglaterra, es va utilitzar un aliatge constituït per un 80% de coure, un 10,25% d'estany, un 5,50% de zinc i un 4,25% de plom. És de sonoritat menor, tenint en compte que el plom no s'homogeneïtza amb l'aliatge.
Per a campanetes i instruments petits, es va utilitzar sovint un aliatge del 68% de coure i el 32% d'estany, que resulta un material fràgil, de fractura cendrosa.
Per a platerets i gongs, s'usen diversos aliatges que van des d'un aliatge temperat amb el 80% de coure i el 20% d'estany (B20), 88% de coure i 12% d'estany (B12, ej ZHT Zildjian, Alpha Paiste), i el més econòmic B8, que consisteix en solament el 8% d'estany pel 92% de coure (exemple: B8 Sabian, Paiste 201, Zildjian ZBT). El temperi s'aconsegueix tornant a escalfar la peça fosa i refredant-la ràpidament.
La campana més gran que es conserva, anomenada Tsar Kolokol, va ser fosa el 1733 per Ivan Morotin, per encàrrec de l'emperadriu Anna de Rússia, neboda del tsar Pere el Gran. Aquesta peça tenia un pes de 216 tones, 6,14 metres d'altura i 6,6 de diàmetre. Mai no va ser utilitzada com a instrument, ja que un incendi, l'any 1737, va destruir-ne els grans suports de fusta. Des del 1836 s'exhibeix al Kremlin de Moscou.

### Kara kane

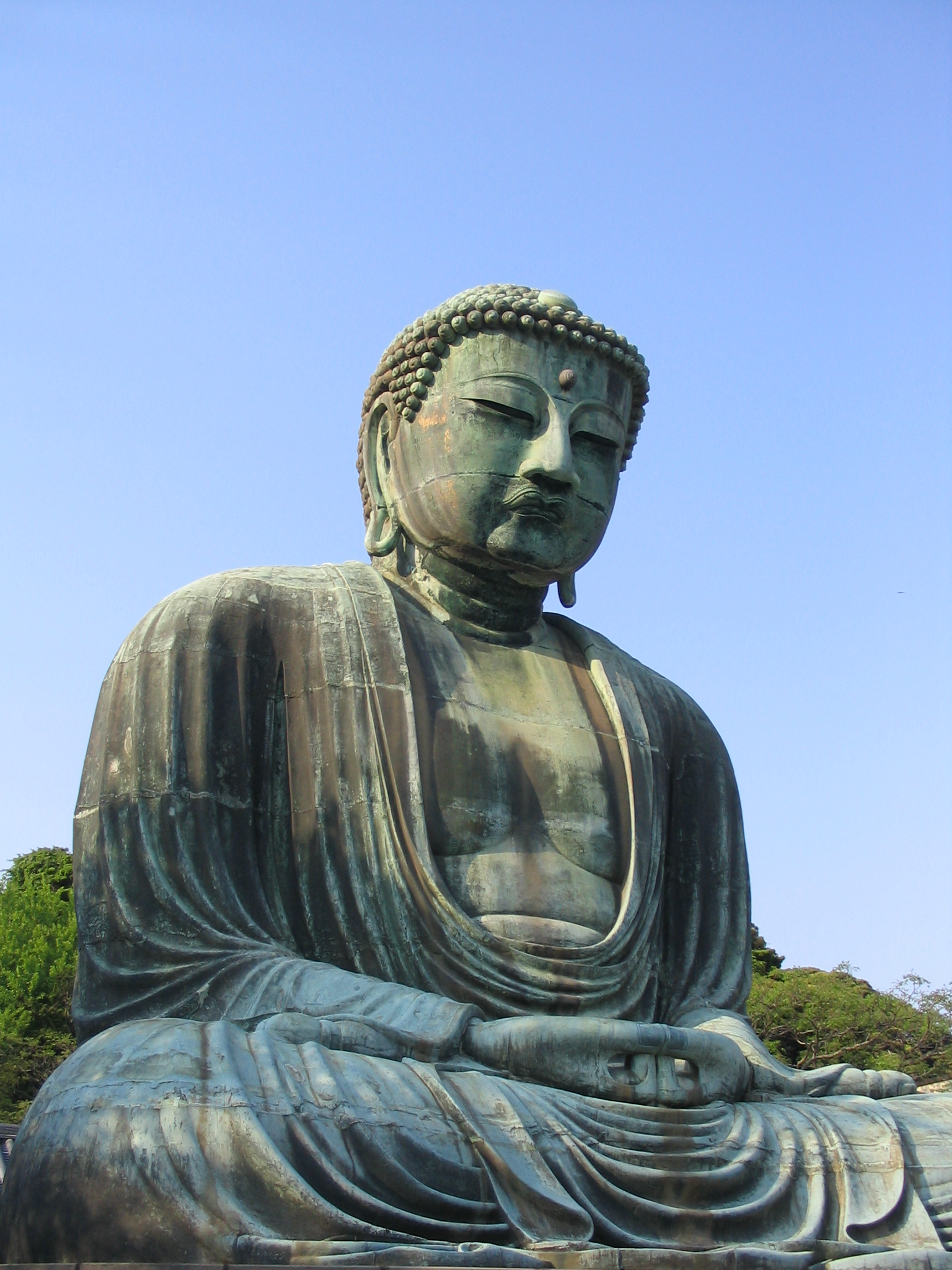
Estàtua de bronze de Buda Daibutsu, el Kamakura, Japó; té 11,40 m d'alçada i 93 tones de pes

El kara-kane és un bronze per a campanes i orfebreria tradicional del Japó, constituït per un 60% de coure, un 24% d'estany, i un 9% de zinc, amb agregats de ferro i plom.
Molts orfebres solen agregar a aquest bronze petites quantitats d'arsènic i antimoni per endurir el bronze sense que perdi fusibilitat, i per aconseguir major detall en la impressió dels motlles.
El kara-kane és molt utilitzat per a artesania i estatuària, no solament pel seu baix punt de fusió, gran fluïdesa i bones característiques de farciment de motlle, sinó per la seva superfície suau, que ràpidament desenvolupa una pàtina fina.
N'hi ha una varietat singular denominada seniokuthis, o bronze daurat, originada en l'època de la dinastia Ming a la Xina, que destaca per la seva textura llustrosa i la seva tonalitat daurada. En la fabricació del kara-kane, tenen especial importància les tècniques de pàtina.
Les grans escultures de Buda realitzades pels orfebres japonesos demostren l'alt domini tècnic que posseïen. A causa de la seva grandària, la majoria d'aquestes va haver de ser foses al lloc d'emplaçament en successives etapes.

### Aliatges que imiten l'argent
- Metall de Tonca: aliatge compost per un 36% de coure, un 28% de níquel i quantitats iguals d'estany, plom, ferro, zinc i antimoni. És un metall difícil de fondre, poc dúctil, que s'utilitza amb poca freqüència.[8]
- Mina argent: fabricada amb un 57% de coure, un 40% de níquel, un 3% de tungstè i traces d'alumini; té la propietat de no ser atacada pel sofre i presenta propietats molt similars a l'argent.[8]

### Aliatges amb plom
Per a la fabricació de coixinets i altres peces sotmeses a fricció, solen utilitzar-se aliatges de bronze fins a un 10% de plom, que li atorga propietats autolubricants.
La característica distintiva del plom és que no forma aliatge amb el coure; el plom queda distribuït en la massa de l'aliatge, sense barrejar-se íntimament. Per aquest motiu, l'escalfament excessiu d'una peça de maquinària construïda amb aquest material pot portar a l'"exsudació" del plom, que queda amb aparença de fang o llot. El reciclatge d'aquestes peces és també dificultós, perquè el plom es fon i se separa de l'aliatge molt abans que el coure arribi al seu punt de fusió.

### Aliatges comercials
| Codi       | Denominació                 | Composició %                                                    | Densitat gr/cm³ | Duresa Brinell | Mod. elàstic Gpa | Resist. elec. ohm/cm | Cond. tèrmica W/mK | Punt fusió °C | Aplicacions                                  |
| ---------- | --------------------------- | --------------------------------------------------------------- | --------------- | -------------- | ---------------- | -------------------- | ------------------ | ------------- | -------------------------------------------- |
| SAE40      |                             | Cu 85 Pb 5 Sn 5 Zn 5                                            | 8,82            | 60             | 93               | 1,2−05               | 71,9               | 854           |                                              |
| SAE64      |                             | Cu 80 Pb 10 Sn 10                                               | 8,88            | 60             | 76               | 1,7−5                | 46,9               | 762           |                                              |
| UNS C22000 | Comercial 90-10             | Cu 89/91 Fe < 0,05 Pb < 0,05 Zn 12,5                            | 8,80            | 53             | 115              | 3,91−6               | 189                | 1020          | matrius d'impressió, laminatges, cargols     |
| UNS C22600 | Bronze de joieria           | Cu 86/89 Fe < 0,05 Pb < 0,05 Zn 12,5                            | 8,78            | 55             | 115              | 4,30−6               | 173                | 1005          | cremalleres, bijuteria, monedes              |
| UNS C31400 | Temperat comercial amb plom | Cu 87,5/90,5 Fe < 0,1 Ni < 0,7 Pb 1,3/2,5 Zn 9,25 Altres < 0,05 | 8,83            |                | 115              |                      | 180                | 1010          | cargols, contactors elèctrics, parts d'eines |
| UNS C31600 | Temperat niquelat           | Cu 87,5/90 Fe < 0,1 Ni 0,7/1,2 Ph 0,04/0,1 Pb 1,2/2,5 Zn 8,1    | 8,86            |                | 115              |                      | 140                | 1010          | cargols, contactors elèctrics, parts d'eines |
| UNS C40500 | Bronze d'alta conductivitat | Cu 95 Sn 1 Zn 4                                                 |                 |                |                  |                      |                    |               |                                              |

## Tècnica de fosa

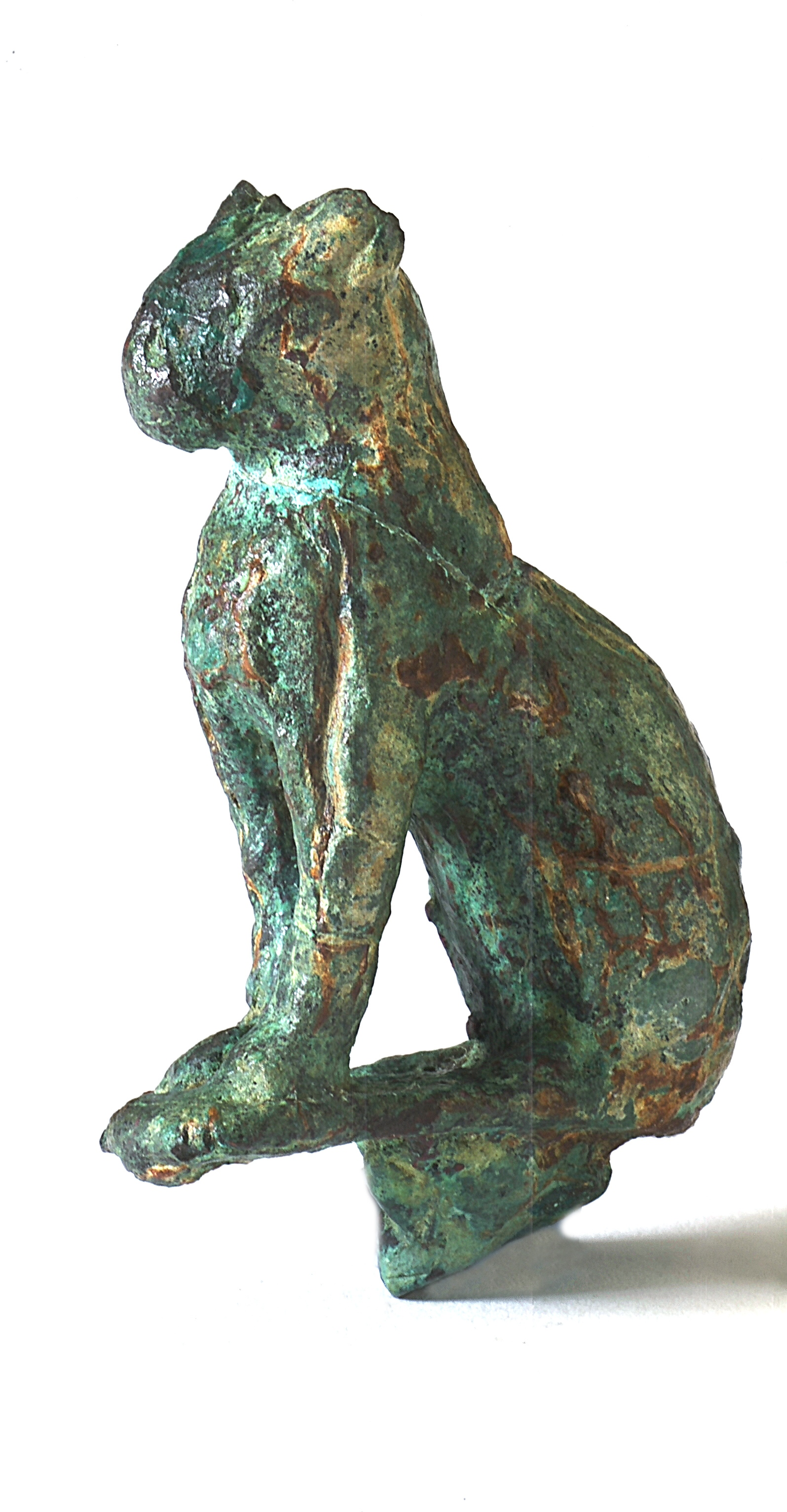
Figureta de bronze a la cera perduda en representació de la dea Bastis, que pertany a la col·lecció egípcia de la Biblioteca Museu Víctor Balaguer

El mètode més utilitzat per a la fosa artística del bronze és el de cera perduda o microfusió, que -amb diverses variants- segueix els passos següents:
1. Modelatge original en fang, escaiola o un altre material.
2. Presa del motlle principal, generalment en escaiola. Una vegada forjat, es retira el nucli (model original).
3. El motlle "negatiu" s'omple amb cera per produir un de "positiu" d'aquest material.
4. Es recobreix la cera amb una barreja d'argila. Una vegada seca, es porta al forn, on la cera es fon i es "perd".
5. En el cas d'objectes petits, el nou motlle serveix directament per al colat del bronze. Per a peces majors, és habitual omplir-lo amb una capa de cera que formarà una pel·lícula del gruix desitjat per al bronze, i l'interior (mascle) s'emplena amb material refractari. Tot el procés requereix la col·locació d'airejadors, canals de colat i diverses cures per a obtenir una colada homogènia.
6. Acabat que inclou llimat d'imperfeccions, asprors i poliment de la peça.
7. Pàtina, mitjançant l'aplicació de diferents àcids i escalfament a bufador, per agilitar-ne l'oxidació.

## Referents culturals

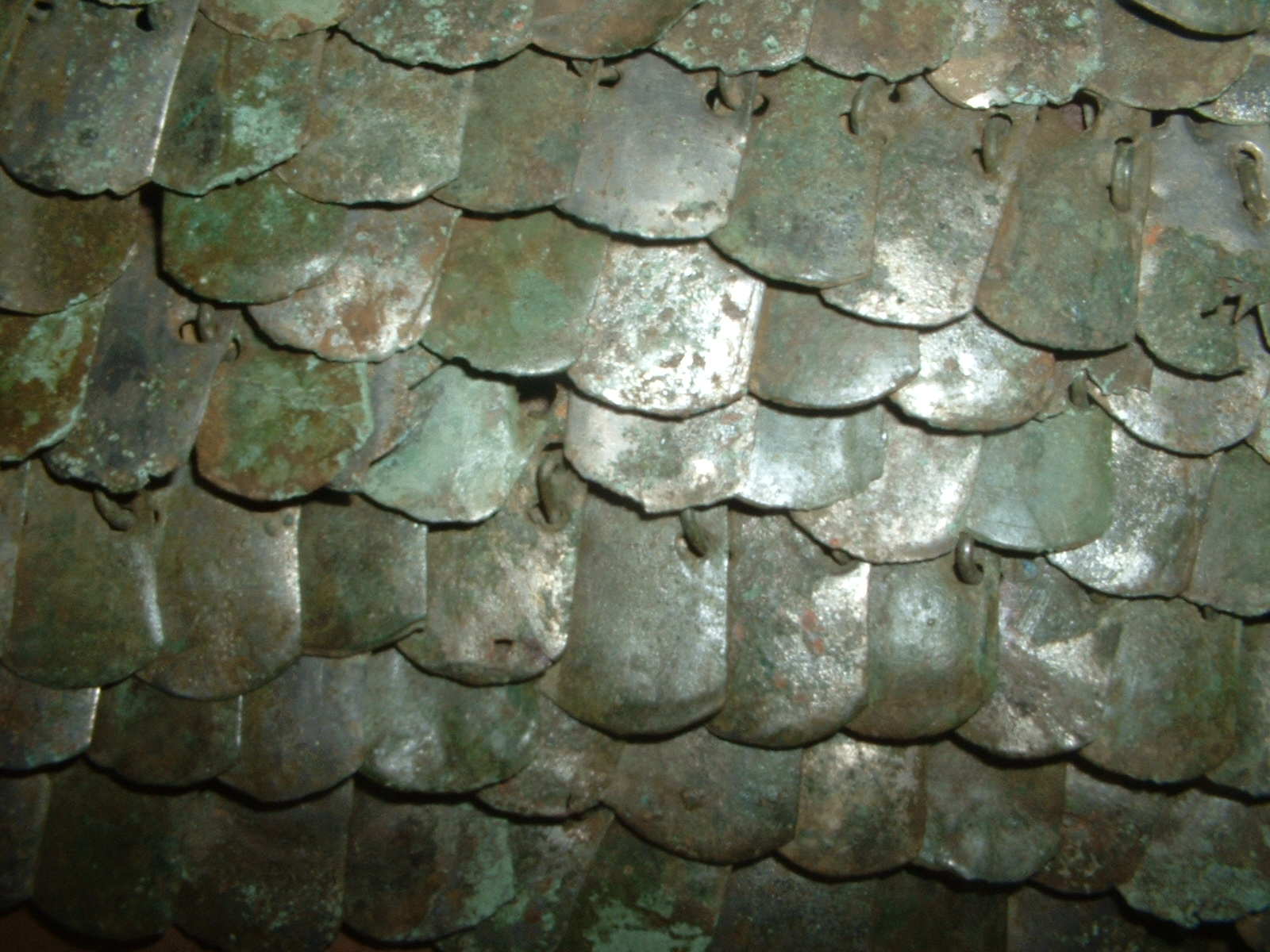
Armadura romana de bronze

La medalla de bronze simbolitza el tercer classificat en una competició esportiva. També fa referència als 22 anys de casats.
Els caps de bronze eren un objecte màgic que responien a qualsevol pregunta, i un dels ornaments dels qui practiquen endevinació. Apareixen referències a aquests caps en obres com el Quixot i en tractats d'alquímia.
També representa els 8 anys de matrimoni en diverses cultures occidentals: Noces de bronze. I és el vuitè nivell en la progressió de la sarbatana esportiva.